# Liga V
Liga V ist die fünfthöchste Spielklasse im rumänischen Fußball. Sie trug bis einschließlich der Saison 2010/11 den Namen Categoria Onoare. Der Wettbewerb wird auf Kreisebene ausgetragen. Die Sieger der einzelnen Staffeln treten in Ausscheidungsspielen gegeneinander an, deren Sieger in die Liga IV aufsteigen. Die letztplatzierten Mannschaften steigen in die Liga VI ab.